# Liste des personnages de La Vie mode d'emploi
Cette page est une annexe de l'article « La Vie mode d'emploi ».
Cette page présente la liste des personnages du livre de Georges Perec, La Vie Mode d'emploi. N'y figurent que ceux qui ont un lien direct avec l'immeuble du 11 rue Simon-Crubellier.
Les chiffres romains renvoient aux numéros des chapitres du roman.

## A

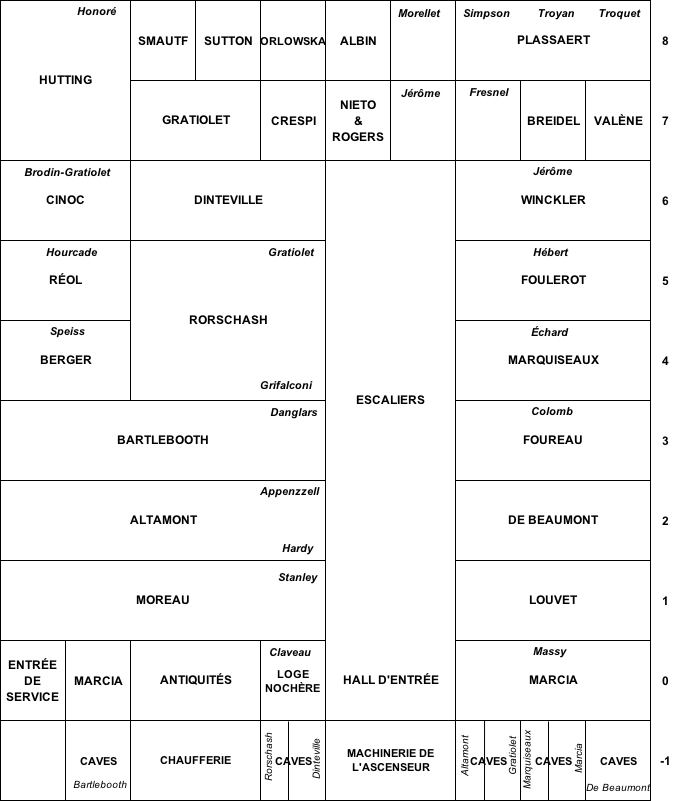
Plan de l'immeuble du 11, rue Simon-Crubellier

- Adèle. Cuisinière de Bartlebooth. Quand elle prend sa retraite, Smautf fait embaucher Hélène (XXVI).
- Albin (Flora), née Champigny (XXXVIII). (Huitième étage). Le 14 juillet 1925, elle reste bloquée dans l'ascenseur avec Raymond Albin, son premier fiancé, Monsieur Jérôme et Serge Valène (XXXVIII). Après avoir rompu avec Raymond Albin, elle se marie avec un René Albin. Ils s'établissent à Damas où ils fondent une florissante manufacture de livres scolaires qui est incendiée lors des émeutes antifrançaises de 1945. L'hôtel dans lequel ils avaient investi leur fortune est bombardé le 29 mai 1945. Rentrée veuve en France, elle perd tous les procès qu'elle intente et qui engloutissent le reste de son argent. Grâce à Madame Claveau, elle peut retrouver son ancienne chambre dans l'immeuble. Elle vit avec 16 francs par jour et commence à perdre la mémoire (XLVIII). Un jour, elle avait découvert dans la chambre de Troyan une feuille de parchemin sur laquelle est imprimé un choral de Luther (XLV), et elle a gardé un souvenir très précis d'Émile Gratiolet (XCV).
- Albin (Raymond). Le 14 juillet 1925, au retour du feu d'artifice à Montmartre, il est bloqué dans l'ascenseur avec Flora Champigny, sa fiancée, Monsieur Jérôme et Serge Valène. il propose de passer le temps à faire une belote et sort de sa poche un jeu graisseux auquel il manque le valet de trèfle (XXXVIII). Flora Champigny le quitte quelques semaines plus tard (XLVIII).
- Albin (René). Parti en Syrie avec Flora, sa femme, il meurt d'un arrêt du cœur la nuit du bombardement de Damas par les troupes franco-britanniques, après avoir vu sa maison d'édition et son hôtel incendiés. Son épouse fait rapatrier son corps en France et l'inhume à Juvisy. Elle va tous les jours sur sa tombe (XLVIII).
- Altamont (Blanche, née Gardel). (Deuxième gauche). À dix-neuf ans, Blanche Gardel, danseuse dans une troupe, est enceinte de Riccetti qui refuse qu’elle avorte. Elle pratique l’opération quand même, avec l’aide de Cyrille Altamont, son ami d’enfance. L’apprenant, Ricetti se suicide, et Blanche épouse Cyrille un an et demi plus tard, en avril 1951. Un mois plus tard ils emménagent rue Simon-Crubellier, mais Cyrille, nommé à Genève, n’y habite presque jamais (LXXXVIII). L’appartement est celui de Madame Appenzell, dont elle est une lointaine petite cousine (XXV). Madame Altamont déteste Madame Nochère, la concierge, et demande son renvoi à chaque réunion de copropriétaires (XXXV). Elle déteste aussi Madame de Beaumont (LXXVI). Elle a refusé avec colère qu’Herman Fugger cuisine du gigot de sanglier à la bière pour leur réception annuelle (XXXVI). Mais elle a fait monter une bouteille de whisky à Joseph et Ethel, les domestiques d’Hutting qu’il leur prête pour cette réception (IX), à laquelle il assistera (XII). Les Altamont ont longtemps hésité à commander leur portrait à Hutting. Ils apparaissent dans son tableau n° 2, lui en Noé, elle en Coppélia, allusion au fait qu’elle fut jadis danseuse (LIX). Ils sont flattés d’être invités dans le château de Dordogne ou le mas de Gattières que possède Hutting (XLIX). Valène imagine qu’un jour Madame Altamont tirera un coup de révolver sur Monsieur Altamont, et que le sang se mettra à gicler sur les tomettes vernissées de leur salle à manger octogonale (XXVIII).
- Altamont (Cyrille). (Deuxième gauche). Âgé de cinquante-cinq ans, Monsieur Altamont, ancien élève de Polytechnique et de l’ENA, est considéré comme un homme d’affaires très énergique, circonspect et froidement réaliste. Devenu à trente et un ans fondé de pouvoir d’un organisme international chargé de financer des projets liés à l’exploitation des sous-sols, il éconduit Wehsal, ancien nazi passé au service des Américains qui a trouvé le moyen de transformer du lignite en essence. Cette erreur se révèle fâcheuse lors du premier choc pétrolier (LXII). Il a jadis aidé Blanche Gardel, son amie d'enfance qu'il épousera ensuite, à avorter. Elle le lui a toujours reproché, même après la naissance de leur fille Véronique (LXVIII). Madame de Beaumont le traite de double zéro (LXXVI). Il est toujours absent de Paris, et une grande réception est donnée à l’occasion de son retour annuel (XXV). Les Altamont ont longtemps hésité à commander leur portrait à Hutting. Ils apparaissent dans son tableau n° 2, lui en Noé, elle en Coppélia, allusion au fait qu’elle fut jadis danseuse (LIX). Ils sont flattés d’être invités dans le château de Dordogne ou le mas de Gattières que possède Hutting (XLIX).
- Altamont (Véronique). (Deuxième gauche). Fille de Blanche et Cyrille Altamont. Âgée de seize ans (LXXXVIII), elle fait de l’aquarelle, du piano (XXV) et est amatrice de puzzles (LXXX). Enfant, elle aimait beaucoup Béatrice Breidel (LXXVI). À l’âge de huit ou neuf ans, elle commence à enquêter sur ses parents, voulant comprendre pourquoi sa mère porte toujours autour de son poignet gauche une mince bande de gaze noire, et pourquoi celui qui se dit son père est toujours absent. Ayant découvert une photo de sa mère jeune dansant avec Ricetti, elle s’imagine d’abord qu’il s’agit de son vrai père, avant de trouver une vieille lettre de Cyrille Altamont à sa mère, qui lui révèle la vérité : elle est bien la fille de Cyrille qui, des années auparavant, avait aidé sa mère à avorter, ce qu’elle lui reproche toujours (LXXXVIII). Quand Bartlebooth devient aveugle, elle vient passer une heure ou deux avec lui presque tous les jours, pour lui faire toucher un à un les morceaux de bois des puzzles de Winckler, en lui décrivant leurs imperceptibles variations de couleurs (LXXX).
- Appenzzell (Marcel). (Anciennement deuxième gauche). Avec deux « z », contrairement au canton et au fromage (XVII), c'est un ethnologue autrichien. En 1932, à l'âge de vingt-trois ans, il part seul à Sumatra, à la recherche d'un peuple fantôme appelé Kubu. Il ne réapparaît que cinq ans et onze mois plus tard. Il a trouvé les Kubus, mais ceux-ci refusent toute approche. Ils s'enfoncent de plus en plus loin dans la jungle pour le fuir, acceptant des conditions de vie de plus en plus précaires et hostiles. À son retour, il ne peut pas retourner dans son université de Graz, les juifs comme lui en étant proscrits depuis l'Anschluss. Fixé à Paris, il refuse de parler de son expérience, disant réserver ses analyses pour une future conférence. La veille de celle-ci, il brûle toutes ses notes et retourne à Sumatra. Toutes les recherches que sa mère entreprend pour le retrouver restent vaines (XXV).
- Appenzzell (Madame), mère de Marcel. (Anciennement deuxième gauche). Toutes ses recherches pour retrouver son fils quand il repartit à Sumatra sont vaines. Elle reste à Paris sous l'occupation, tout en refusant de porter l'étoile jaune imposée par l'Allemagne nazie. Prévenue d'une arrestation imminente, elle passe en zone libre et s'engage dans la Résistance. Elle est tuée en juin 1944 près de Vassieux-en-Vercors (XXV).
- Araña (Madame). (Loge du rez-de-chaussée). Première concierge de l'immeuble (XXXVIII). Elle est peu aimable (XVII). Quand Flora Champigny, Raymond Albin, Monsieur Jérôme et Valène sont bloqués dans l'ascenseur, elle leur ordonne de se taire et les prévient qu'on ne pourrait les secourir avant plusieurs heures (XXXVIII). Elle a reçu comme instructions de Juste Gratiolet de ne pas monter le courrier à ceux qui habitent dans les mansardes (XLIX).

## B
- Bartlebooth (Percival)[1],[2],[3]. (Troisième gauche). Né en 1900 (XXII), il est allé au collège de Harrow, comme Byron (X). À 20 ans, il décide d’organiser sa vie autour d’un projet unique dont la nécessité arbitraire n’aurait d’autre fin qu’elle-même. Pendant 10 ans, de 1925 à 1935, il s’initierait à l’aquarelle. Pendant 20 ans, de 1935 à 1955, il parcourrait le monde, peignant, à raison d’une aquarelle tous les quinze jours, cinq cent marines représentant des ports de mer. Elles seraient envoyées à Gaspard Winckler qui en ferait un puzzle de 750 pièces. Pendant 20 ans, de 1955 à 1975, Il reconstituerait les puzzles à raison d’un tous les quinze jours. Ensuite les marines seraient renvoyées là où elles avaient été peintes et plongées dans une solution détersive d’où ne ressortirait que le support, intact et vierge. Aucune trace ne resterait ainsi de toute l’opération (XXVI). C'est Valène qui lui donne une leçon quotidienne d’aquarelle (XVI), et il achète son appartement pour en être plus près (XVII). Pour trouver son faiseur de puzzles, il met une annonce dans Le Jouet français., et reçoit 12 réponses. il choisit Gaspard Winckler, alors âgé de 22 ans, qu’il installe avec sa femme Marguerite dans l’immeuble de la rue Simon-Crubellier (XLIV). Son voyage en compagnie de Smautf dure de 1935 à 1954 et le mène de façon parfois capricieuse tout autour du monde. Il consacre deux semaines à chaque port, voyage compris, ce qui lui laisse généralement cinq à six jours sur place. Les deux premiers jours, il se promène au bord de la mer. Le troisième il choisit son emplacement et dessine quelques brouillons. L’avant dernier, il peint sa marine, extrêmement vite, sans jamais recommencer. Puis il la donne à Smautf qui l’envoie à Winckler (XV). Après son retour, au début, il travaille vite à reconstituer les puzzles. En dix-sept ans, il en a reconstitué près de 400. Puis, au fil des années, ils deviennent de plus en plus difficiles à résoudre, pleins de pièges que prépare Winckler, et il a le plus grand mal à tenir les délais qu'il s'était imposés (XXVIII). Fin 1972, il se rend compte qu’il devient aveugle. Malgré une double opération de la cataracte, les troubles persistent, mais il s’aperçoit qu’il peut continuer son travail en associant le toucher à la vue. Début 1975, il est obligé de se faire aider par Véronique Altamont (LXXX). Le programme qu'il s’était fixé succombe sous l’attaque de Beyssandre et sous celle, beaucoup plus secrète et subtile de Winckler (LXXX). Il meurt le 23 juin 1975, à presque huit heures du soir, devant son quatre cent trente-neuvième puzzle, victime du dernier piège du faiseur de puzzles (XCIX).
- Beaumont (Élizabeth de, épouse Breidel). (Deuxième droite). Fille de Fernand et Véra. Née en 1929, elle est élevée par sa grand-mère à Lédignan. Son père, qu'elle n'avait jamais vu, éloigné de Paris par ses fouilles archéologiques, s'est suicidé quand elle avait six ans. Sa mère était également toujours absente, poursuivant dans le monde entier sa carrière de cantatrice. Quand elle y renonce, elle fait venir auprès d'elle sa fille de quinze ans, qui s'enfuit un an après (VI). Elle se fait embaucher sous le nom de Véronique Lambert comme fille au pair chez les Ericsson, diplomates suédois résidant en Angleterre. Ayant laissé se noyer leur fils de cinq ans, elle disparait. Après quatre ans de recherches, le diplomate la retrouve au moment où elle se marie avec François Breidel. Ayant remarqué être suivi, le couple tente d'échapper aux recherches et s'installe finalement à Chaumont-Porcien. Deux ans plus tard Sven Ericsson l'assassine (XXXI).
- Beaumont (Fernand de). (Deuxième droite). Archéologue rêvant d'égaler Schliemann par la découverte des ruines de Lebtit, la capitale légendaire des Arabes en Espagne. Il commence ses fouilles en 1930, sur lesquelles il reçoit la visite de Bartlebooth venu à Gijón peindre la première de ses aquarelles. Il revient en France cinq ans plus tard, et se suicide (II).
- Beaumont (Véra de, née Orlova). (Deuxième droite). Cantatrice. Née en Russie aux débuts du XXe siècle, elle s'enfuit au printemps 1918 (VI). Toute sa famille a été fusillée, à l'exception de sa mère. Après une marche forcée de 79 jours, elle rejoint la Crimée, puis la Roumanie (XXXI). Elle s'installe à Vienne où elle est l'élève de Schönberg. Venue à Paris pour une série de concerts, elle y rencontre son mari. Ils vivront très peu ensemble, lui pris par ses fouilles archéologiques, elle par ses tournées triomphales (VI). Après le meurtre de sa fille Élizabeth, elle embauche un avocat pour reprendre l'affaire, que la justice avait classée. Après plusieurs mois de recherches, il découvre le mobile du crime (XXXI). Ses deux petites-filles, Anne et Béatrice Breidel, qu'elle a prises chez elle après l'assassinat de leur mère, lui soupçonnent de nombreux amants, boxeurs, ou bien universitaires (XL). Pendant la guerre, elle fait confectionner par Josette Massy des jupes-culotte à partir de pantalons de tweed ayant appartenu à son mari (LXXIII). Elle déteste les Altamont, traitant Cyrille de double zéro, mais Véronique Altamont et Béatrice s'aimaient beaucoup (LXXVI). Elle fait accorder son piano deux fois par an, en juin et décembre (LXXVIII). À son arrivée dans l'immeuble, elle engage comme bonne Célia Crespi, sans emploi depuis la fuite et l'arrestation des Danglars (LXXXIII). Un jour, un poisson rouge dans une poche de plastique à demi remplie d'eau fut trouvé accroché à la poignée de sa porte (XCIV).
- Berger (Charles). (Quatrième gauche). Serveur dans un restaurant boîte de nuit proche de la porte Maillot où, à la fin du deuxième service, juste avant deux heures du matin, les quatre garçons doivent monter en tenue sur la scène et lever bien haut la jambe en chantant. Il travaille dès sept heures du soir et rentre à six heures et demi du matin, à temps pour réveiller sa femme Lise qui va partir au travail. Heureusement, ni l'un ni l'autre ne travaille le lundi (LXI).
- Berger (Gilbert). (Quatrième gauche). Fils de Charles et Lise. Son prénom s'accorde mal à son nom, mais ses parents s'étaient rencontrés à un récital de Gilbert Bécaud. Il a quinze ans, et est en troisième. Avec deux de ses camarades, il écrit un roman-feuilleton intitulé La Piqûre mystérieuse (XXXIV). Il fait collection de timbres (XLV).
- Berger (Lise). (Quatrième gauche). Femme de Charles, elle est âgée d'une quarantaine d'années, et sa corpulence tend fortement à devenir embonpoint. Elle est orthophoniste et travaille dans un dispensaire près de la porte d'Orléans où elle rééduque des petits enfants bègues. Elle ne fait que croiser son mari, qui travaille de nuit. Heureusement, ni l'un ni l'autre ne travaille le lundi (LXI).
- Beyssandre (Charles-Albert). Critique d'art (LXXXVII). C'est par Rorschash qu'il entend parler du projet de Bartlebooth (XVIII). Chargé par une richissime chaîne d'hôtels de créer une collection de tableaux, il veut mettre la main sur les œuvres que leur auteur même veut absolument faire disparaître. Bartlebooth refuse évidemment, et Beyssandre le fait prévenir par Smautf qu'il lui déclare la guerre. Bartlebooth sollicite Rorschash afin que la destruction des aquarelles là où elles avaient été peintes soit filmée, et qu'il puisse ainsi s'assurer qu'elles n'avaient pas été subtilisées par les hommes de main de Beyssandre (LXXXVII).
- Breidel (Anne). (Deuxième gauche). Sœur de Béatrice, petite-fille de Madame de Beaumont, qui les élève depuis l'assassinat de leurs parents (VI). Bachelière à seize ans, elle vient d'être reçue à Centrale. De 9 à 14 ans, elle a consacré ses loisirs à dessiner les plans du plus grand radiophare du monde, qui serait haut de 800 mètres. Elle en avait réalisé une maquette de deux mètres de haut, faite de 2715 aiguilles de pick-up en acier. Constamment préoccupée par son poids, elle s'impose des régimes alimentaires qu'elle n'a jamais la force de suivre jusqu'au bout (XL).
- Breidel (Béatrice). (Deuxième gauche et septième droite). Sœur d'Anne, petite-fille de Madame de Beaumont, qui les élève depuis l'assassinat de leurs parents (VI). Elle prépare le concours de Normale-Sup, et a obtenu de sa grand-mère le droit de monter travailler dans une des chambres de bonne (VI). Elle pense que sa grand-mère a eu comme amant un boxeur noir nommé Cat Spade, qu'elle aurait rencontré lors d'une tournée aux États-Unis (XL).
- Brodin (Hélène, née Gratiolet). (Anciennement sixième gauche). Après avoir épousé son professeur de danse, elle conteste l'héritage de son père Juste Gratiolet, qui ne lui laisse que quatre toiles d'un paysagiste et animalier breton alors très prisé. Les conclusions des experts lui ayant été défavorables, elle se défait des peintures à un bon prix et s'exile aux États-Unis avec son mari où, avec leur petit capital, ils deviennent joueurs professionnels. En septembre 1935, après l'assassinat de son mari à coup de canne par trois voyous, elle revient en France et obtient de son neveu François la jouissance d'un deux pièces au sixième étage. Elle y vit, assagie, craintive, effacée, jusqu'à sa mort en 1947 (XXI). Cinoc lui succède dans l'appartement (LX).

## C
- Champigny (Flora). Nom de jeune fille de Flora Albin (XXXVIII).
- Cinoc. (Sixième gauche). Il vient vivre rue Simon-Crubellier en 1947, et reprend l'appartement d'Hélène Brodin. « Tueur de mots », il travaille à la mise à jour des dictionnaires Larousse : pour faire de la place aux mots et sens nouveaux, il doit éliminer tous ceux tombés en désuétude. Il prend sa retraite en 1965, après cinquante-trois ans de scrupuleux services, fouille les bouquinistes et les bibliothèques, et se met à rédiger un dictionnaires des mots oubliés. En dix ans, il en rassemble plus de huit mille (LX). M. Échard a calculé qu'il y a vingt façons différentes de prononcer son nom (XL), mais Cinoc lui-même ne sait pas quelle est la bonne (LX).
- Claveau (Madame). (Anciennement loge du rez-de-chaussée). Ancienne concierge de l'immeuble jusqu'en 1956, entre Madame Arańa (XXXVIII) et Madame Nochère (V). Elle est mariée à un livreur de chez Nicolas qui parcourt Paris en tricycle (XXXV). Elle réclame pour son fils les timbres collés sur les paquets contenant les aquarelles de Bartlebooth que reçoit Gaspard Winckler (V). Les jours de grande réception chez les Danglars, elle met sa robe noire à col de dentelle, et s'assoit sur une chaise Regency à côté d'un guéridon sur lequel elle pose sa boîte de contremarques (XVII). Elle a aidé Madame Albin à retrouver son ancienne chambre après son retour de Syrie (XLVIII), et interrogé Valène, Winckler, Mademoiselle Crespi, François Gratiolet et Monsieur Échard sur la manière de prononcer le nom de Cinoc (LX). Elle était la seule, avec les Gratiolet, à connaître le nom de famille des Honoré (LXXXIII).
- Claveau (Michel). (Anciennement loge du rez-de-chaussée). Fils de l'ancienne concierge. Il collectionne les timbres, et sa mère récupère pour lui ceux qui sont collés sur les paquets contenant les aquarelles de Bartlebooth que reçoit Gaspard Winckler (V).
- Colomb (Monsieur). (Anciennement troisième droite). Éditeur d'almanachs spécialisés (L'Almanach du Turfiste, du Numismate, etc.). Il est le père du trapéziste Rodolphe qui triomphait au Nouveau-Cirque. Ami lointain des parents de Valène, il lui loue sa chambre de service (XLIX).
- Crespi (Célia). (Septième gauche). Ancienne femme de chambre des Danglars, elle est née en Corse, qu'elle quitte à l'âge de douze ans. Pendant le réveillon 1926, elle vient allumer le feu dans le boudoir de Madame, et en profite pour offrir une petite liqueur à ses compagnons de réveillon. Quelques jours plus tard, c'est elle qui découvre la disparition et la fuite de ses patrons et qui, bien des années plus tard, reconnaît en la clocharde édentée surnommée La Baronne, son ancienne patronne. Elle se replace chez l'homme d'affaires latino-américain qui remplace pendant un an les Danglars, puis est engagée par Madame de Beaumont, par Bartlebooth comme lingère jusqu'à son départ pour son tour du monde, et enfin elle entre comme vendeuse dans une pâtisserie où elle reste jusqu'à sa retraite. En 1936, elle met discrètement un fils au monde, qui est élevé hors de Paris (LXXXIII). Tous les ans, elle adresse ses vœux à Madame Hourcade, retirée près de Montargis (XII). C'est à elle qu'Alice Fresnel a écrit pour lui décrire sa vie misérable en Nouvelle-Calédonie (LV). Pendant la guerre, elle tient compagnie à Josette Massy dans son atelier de couture (LXXIII). Elle prête aux Réol les trois mille francs qu'elle avait mis de côté pour payer ses frais d'enterrement (XCVIII).
- Criolat (Arlette). Nom de jeune fille d'Arlette Gratiolet (LVIII).
- Crubellier (Norbert). Loueur de voitures de places, il est propriétaire de la moitié des terrains qui sont lotis en 1875 et où est construit l'immeuble (XCV).

## D
- Dame au petit chien. (Anciennement quatrième gauche). Elle vit dans cet appartement jusqu'en 1965, avec son fils qui se destine à la prêtrise (LXXXV). Elle se promène souvent dans les escaliers vêtue de sa seule combinaison. Son chien s'appelle Dodeca, mais Madame Claveau le baptise Dodécaca car il fait souvent ses besoins sur le palier. Des années plus tard, Valène rencontre son fils rue des Pyramides en train d'essayer de vendre à des touristes des petits romans porno. Il lui raconte une interminable histoire de trafic d'or avec l'URSS (XXVIII).
- Danglars (Berthe). (Anciennement troisième gauche). Vers Noël 1925, son boudoir prend feu, ravageant la moitié de l'appartement, et détruisant l'un des 49 œufs de Pâques de Fabergé. Seul est retrouvé le bracelet que lui avait offert Monsieur Danglars pour son anniversaire. Ce boudoir est maintenant la pièce où Bartlebooth reconstitue ses puzzles (XLIX). Quelques jours après l'incendie, démasqués par le policier Blanchet, les Danglars fuient en Suisse, mais sont arrêtés à la frontière. Reconnue coupable de nombreux vols, elle est condamnée à trente ans de réclusion criminelle. Elle est maintenant une clocharde édentée, surnommée La Baronne. Les Danglars employaient trois domestiques, Monsieur et Madame Honoré, ainsi que Célia Crespi (LXXXIII).
- Danglars (Maximilien). (Anciennement troisième gauche). Deuxième président de la Cour d'appel. Quelques jours après l'incendie de leur boudoir, démasqués par le policier Blanchet, les Danglars fuient en Suisse, mais sont arrêtés à la frontière. Reconnu coupable de nombreux vols, il est condamné aux travaux forcés à perpétuité et déporté à Saint-Laurent-du-Maroni, où il ne tarde pas à mourir (LXXXIII). Quand il donnait des grandes réceptions pour ses collègues de la cour d'appel, deux gardes républicains en grande tenue prenaient faction à la porte de l'immeuble (XVII). Il avait donné au mari de Madame Claveau une veste molletonnée (XXXV).
- Danglars (Père). (Anciennement troisième gauche). Viticulteur de la Gironde, il vient s'installer dans l'immeuble le temps de l'Exposition Universelle de 1900. Puis il fait cadeau de son appartement, ainsi que de Monsieur Honoré qu'il avait engagé comme maître d'hôtel, à son fils Maximilien qui va se marier (LXXXIII).
- Dinteville (Bernard). (Sixième gauche). Médecin de quartier installé dans l'immeuble (XLVII). Sa famille descend d'un Maître des Postes qui fut anobli sous Louis XIII (XIV). Il reçoit dans son cabinet le matin et le soir et rend visite à ses malades tous les après-midis. Les gens ne l'aiment pas beaucoup, lui reprochent son manque de chaleur, mais apprécient son efficacité et sa ponctualité. Son rêve est d'associer son nom à une recette de cuisine (XLVII). Un monsieur aux chaussures jaunes avec un œillet à la boutonnière et une canne à pommeau de malachite est venu tous les jours pendant dix ans le consulter (XVII). Il redescend sans même les ouvrir à Madame Nochère les revues médicales dont il est inondé (XLV). Il lui a délivré un certificat médical attestant qu'elle ne peut monter les étages à pied pour distribuer le courrier (XLIX). Il avait d'abord été installé à Lavaur, dans le Tarn. Un de ses premiers clients avait été un jongleur qui avait avalé un de ses couteaux (LXVII). Il avait trouvé dans la maison familiale un ouvrage médical en latin écrit par l'un de ses ancêtres. Il passa quatre ans à le traduire et à l'annoter, mais tous les éditeurs le refusèrent. Quelques années plus tard, le professeur de médecine à qui il avait envoyé son manuscrit le publia sous son nom (XCVI). Dans sa cave pend lamentablement un squelette, qu'il avait acheté quand il était étudiant (LXVII).

## E
- Échard (Caroline). Nom de jeune fille de Caroline Marquiseaux (XXX).
- Échard (Madame). (Anciennement quatrième droite). Mère de Caroline. Véritable teigne qui ne cesse d'invectiver son gendre Philippe Marquiseaux sous tous les prétextes. Un jour, il lui assène quelques coups de pelle à tarte sur le crâne. Tantôt elle s'humanise, tantôt elle accentue sévices et vexations envers sa fille et son gendre. Elle s'étrangle un jour avec une arête (XXX).
- Échard (Marcelin).(Anciennement quatrième droite). Père de Caroline. Vieux bibliothécaire à la retraite, sa marotte est d'accumuler les preuves démontrant qu'Hitler est toujours vivant (XXX). De son gigantesque travail bibliographique, seul un petit fascicule a été publié. Les six fascicules suivants, restés à l'état de fiches, sont dans la cave avec toute sa documentation (XCI). Il est la bonhomie même, et glisse en cachette quelques sous à sa fille. Quand sa femme meurt de s'être étranglée avec une arête, il se retire dans le tout petit cabanon qu'il a fait construire à côté d'Arles, ce qu'il attendait depuis dix ans (XXX). Il a calculé qu'il y a vingt façons différentes de prononcer le nom de Cinoc (XL).

## F
- Fawcett. Ancien chauffeur de Bartlebooth. Il était déjà au service de Priscilla, la mère de Bartlebooth (XXVI). Il figure sur une photo datant de la visite de Bartlebooth au chantier archéologique de Fernand de Beaumont en 1935 (LXXVI).
- Fleury (Henry). Décorateur. Il réalise l'aménagement intérieur de l'appartement de Madame Moreau : c'est son chef d’œuvre (XXIII), en particulier la salle à manger de prestige (LXXI). Il a également conçu une cuisine d'avant-garde mais Gertrude, la cuisinière, refuse de s'en servir : il doit la démolir (LXV). Madame Trévins s'installe dans la pièce qu'il avait décorée en boudoir rococo (LXXXIX).
- Foulerot (Geneviève). (Cinquième droite). Elle a à peine dix-huit ans (V). Elle gagne sa vie comme modèle pour un catalogue de vente par correspondance, suit des cours d'art dramatique et a déjà figuré dans plusieurs films et feuilletons (XLIII). Elle occupe l'ancien appartement de Paul Hébert (XXVII), et confie son bébé à la concierge tous les matins à sept heures et ne le reprend que vers huit heures du soir (XXXV). Il a tout juste un an (XLIII).
- Foulerot (Louis). Grand-père de Geneviève, il est l'un des seuls à ne pas l'avoir reniée quand elle s'enfuit de chez elle avec son enfant. Il lui a offert un de ses tableaux pour décorer son appartement, qu'il a fait refaire à ses frais (L).
- Foureau. (Troisième droite). Il vivrait à Chavignolles, entre Caen et Falaise. Personne ne semble l'avoir jamais vu, les volets sont toujours fermés (III), la troisième pièce, peinte en laque noire, est vide (XCIII).
- Fresnel (Alice). (Anciennement septième droite). Fille du directeur des ventes d'une importante charcuterie de Pithiviers, elle épouse Henry Fresnel en 1924. Avec sa dot, ils ouvrent un restaurant rue des Mathurins, où elle fait le service de salle. En 1929, alors qu'elle est enceinte de six mois, son mari disparaît pour réaliser son rêve : être acteur. Elle engage alors un cuisinier et prend en main avec énergie la direction du restaurant, jusqu'à ce qu'il périclite et qu'elle le revende. Nantie de quelques rentes, elle continue à vivre dans sa chambre de bonne (LV), jusqu'à son départ avec son fils Ghislain pour la Nouvelle-Calédonie (XXVIII). Là-bas, elle a une vie triste, servant de bonne à tout faire à sa bru, dormant dans une chambre sans eau, réduite à se laver dans la cuisine (LV). Il y avait autrefois toujours une cafetière émaillée bleue tenue chaude sur le coin de sa cuisinière (XVII).
- Fresnel (Ghislain). (Anciennement septième droite). Fils d'Alice. Garçon joufflu, il est mis en nourrice dès sa naissance (LV). Parfois, ce sont les Honoré qui le gardent (LXXXIII). Grandi, il entre dans l'armée (LV) et part avec sa mère en Nouvelle-Calédonie (XXVIII).
- Fresnel (Henry). (Anciennement septième droite). Méridional mélancolique (LV), il est d'abord chef de cuisine dans le restaurant de Monsieur Hardy, à qui il loue une chambre dans l'immeuble en juin 1919 (XLIX). En 1924, il épouse la fille du directeur des ventes d'une importante charcuterie de Pithiviers. Avec sa dot, ils ouvrent un restaurant rue des Mathurins, La belle Alouette. Mais un matin d'octobre 1929, il disparaît, laissant sa femme enceinte de six mois, pour réaliser son rêve : être acteur. Parti avec quatre recalés au Conservatoire, il joue sous les préaux ou sur les places de bourgades improbables un drame post-romantique, avec deux décors de toile peinte et quelques misérables accessoires. Puis il se joint à une troupe de saltimbanques allant en Espagne, et devient Mister Mephisto, le magicien. Parti en Afrique puis en Amérique de Sud, il se retrouve un jour d'avril 1940 à New York, sans le sou. Il devient alors cuisinier chez une milliardaire américaine excentrique, qui lui laisse à sa mort une rente suffisante pour fonder une école de cuisine. En 1970, il décide de revoir Paris et découvre que sa femme est toujours restée dans leur ancienne chambre. Il lui raconte tout ce qu'il a vécu, mais elle lui déclare que cela ne l'intéresse pas (LV).
- Fugger (Hermann). Industriel allemand, il a fait fortune en vendant du matériel de camping (XXXVI) que Madame Moreau distribue en France (LXXI), puis s'est reconverti dans la moquette sans chutes et le papier peint. Cuisinier amateur, il regrette de ne pouvoir souvent être derrière ses fourneaux. Les Altamont ont refusé avec colère qu'il leur cuisine un gigot de sanglier à la bière (XXXVI). Il figure dans le quatorzième portrait réalisé par Hutting, représentant Maximilien débarquant à Mexico et s'enfournant élégamment onze tortillas (LIX).

## G
- Germaine. (Anciennement huitième gauche). Lingère de Bartlebooth. Quand elle prend sa retraite, en 1968, Bartlebooth ne la remplace pas. C'est Elzbieta Orlowska qui reprend sa chambre (LVII).
- Gertrude. (Anciennement premier gauche). Cuisinière de Madame Moreau pendant dix ans (XC). Robuste bourguignonne de Paray-le-Monial, elle refuse d'utiliser la cuisine ultra-moderne qu'a installée le décorateur, qui doit la démonter (LXV). Quand Madame Moreau renonce à ses grands dîners, elle est embauchée par un riche Anglais qui mène près de Londres la vie d'un grand seigneur (XC), mais elle vient une fois par semaine en camionnette faire le marché rue Legendre (XC).
- Gervaise. (Anciennement troisième droite). Gouvernante de Monsieur Colomb. Elle dormait dans une des chambres de son appartement, et Valène a loué son ancienne chambre (XLIX).
- Gratiolet (Arlette, née Criolat)[4]. Infirmière d'Olivier Gratiolet, de dix ans plus jeune que lui, elle l'épouse et ils s'installent chez son père. Ce dernier,  pris d'un accès de démence le soir de Noël 1965, l'étrangle et se pend le lendemain (LVIII).
- Gratiolet (Émile)[4]. (Anciennement cinquième gauche). Fils de Juste et père de François (XXI). Homme à l'aspect sévère et à la mine soucieuse, on ne lui connaît que deux plaisirs : jouer du fifre (mais il ne sait interpréter que Le Gai Laboureur), et écouter à la radio des stations aux noms exotiques ou mystérieux (XCV). Aîné de la famille, il a reçu l'immeuble en héritage, le gère avec soin, et fait installer un ascenseur en 1925. Pour aider son frère Ferdinand, en faillite, il vend d'abord deux appartements de son immeuble, dont celui où s'installa Bartlebooth. Ferdinand ayant pris la fuite après l'incendie suspect de son entrepôt de peaux exotiques, il vend dix-sept appartements pour aider sa belle-sœur sur laquelle s'acharnent les compagnies d'assurance. Il meurt en 1934 d'une congestion pulmonaire (XXI). Après la fuite des Danglars, il autorise les Honoré à conserver leur chambre (LXXXIII).
- Gratiolet (François)[4]. (Anciennement sixième gauche). Fils d'Émile, il hérite de l'immeuble à la mort de son père (XXI). Ne pouvant vivre des seuls revenus que l'immeuble lui procure, il occupe un emploi de comptable chez une tripière en gros (XCV). Il laisse la jouissance d'un petit deux pièces aux sixième étage à sa tante Hélène Brodin après l'assassinat de son mari (XXI), puis il procure à Olivier, son petit-cousin, un appartement de trois pièces au-dessous du sien. Il meurt en 1948 dans l'incendie du cinéma Rueil Palace (LVIII). L'année précédente il avait trouvé dans sa chambre une lettre dans laquelle Hélène Brodin racontait comment s'était terminé son séjour en Amérique (LXXXIV).
- Gratiolet (Hélène)[4]. Nom de jeune fille d'Hélène Brodin.
- Gratiolet (Isabelle)[4]. (Septième gauche). Fille d'Olivier Gratiolet. Elle a 13 ans (LVIII) et collectionne les buvards que Madame Nochère tire des revues médicales que lui donne le docteur Dinteville (XLV). Elle s'occupe de son père, de plus en plus souvent malade, et passe des heures en face de son miroir à se raconter des histoires épouvantables (LVIII). À l'école, personne ne l'aime et des parents d'élèves se sont plaints qu'elle terrorisait ses camarades en leur racontant des histoires qui leur font peur. La conseillère pédagogique suggère à son père de la faire entrer dans un institut psycho-pédagogique, mais il refuse avec colère (LXXXII).
- Gratiolet (Juste)[4]. Enrichi dans le commerce du bois, inventeur d'une machine à rainer, il meurt en 1917, laissant l'immeuble à son fils aîné Émile (XXI). Acheteur de l'immeuble dès sa construction, il se réserve quelques appartements pour lui et ses enfants, même s'il préfère sa ferme berrichonne ou, pour ses séjours à Paris, un pavillon qu'il loue à l'année à Levallois (XCV). Il avait donné à la concierge de l'époque, Madame Arana, l'instruction de ne pas monter le courrier dans les chambres de bonne (XLIX).
- Gratiolet (Marthe)[4]. (Anciennement sixième gauche). Femme de François, elle périt avec lui en 1948 dans l'incendie du cinéma Rueil Palace (LVIII).
- Gratiolet (Olivier)[4]. (Septième gauche). Arrière petit-fils de Juste Gratiolet (XXI). Pensionnaire depuis l'âge de dix ans au lycée de Rochefort, il échoue quatre fois au bac, et prend un emploi de garçon d'écurie. Mobilisé et fait prisonnier en mai 1940, il se retrouve dans un stalag jusqu'en avril 1942. Libéré par l'entremise d'un de ses cousins (LVIII), il rentre à Paris, et rejoint la Résistance (LVIII). Il fait marcher dans sa cave une imprimerie clandestine, et garde presque un an sous son lit, démontée, une mitrailleuse américaine qu'il avait transportée en pièces détachées dans un cabas à provisions (XLIX). À la Libération il reste plus de 36 heures d'affilée dans sa cave, à recevoir et transmettre les messages radios de Londres (LXIV). Rappelé en Algérie en 1956, il saute sur une mine et est amputé au-dessus du genou. Il épouse son infirmière dont il a une fille, Isabelle, avant que sa femme ne soit étranglée par son père. Il essaie de compléter ses maigres revenus en vendant des rébus à un hebdomadaire de sport cérébral. Il a entrepris un relevé exhaustif de toutes les imperfections et insuffisances dont souffre l'organisme humain ((LVIII). Il a vendu à Rorschash les deux derniers appartements qu'il possédait encore dans l'immeuble en dehors du petit logement (XIII) exigu mais confortable, qu'il occupe avec sa fille Isabelle (LVIII). C'est au moment de la vente à Rorschash qu'est installé le chauffage central, auquel s'étaient opposés tous les Gratiolet tant qu'ils demeurèrent majoritaires au sein de la copropriété (XXI).
- Grifalconi (Emilio). (Anciennement quatrième gauche). Ébéniste italien venu pour travailler à la remise en état du mobilier du château de la Muette. Il est marié à Laetitzia, de quinze ans plus jeune que lui. Quand elle le quitte pour Paul Hébert, il s'occupe de leurs deux jumeaux avec une attention inflexible. En 1959, à la fin de son contrat, il repart à Vérone. Il a auparavant demandé à Valène un tableau le représentant lui, sa femme, et les deux enfants, tous les quatre dans leur salle à manger. Il est si content du résultat qu'il lui offre un couteau à lame d'or, ainsi qu'une table au plateau incrusté de nacre et au piètement reconstituant les traces d'une colonie de vers à bois. Il meurt en 1972 des suites d'un trichinose (XXVII).
- Grifalconi (Laetitzia). (Anciennement quatrième gauche). Femme d'Emilio, de quinze ans plus jeune que lui. Amoureuse de Paul Hébert, elle quitte son mari et ses deux jumeaux pour le rejoindre à Mazamet (XXVII).
- Grifalconi (Vittorio). (Anciennement quatrième gauche). L'un des fils d'Emilio et Laetitzia, devenu professeur de taxonomie végétale à Padoue. C'est lui qui apprend à Valène la mort de son père, en 1972 (XXVII).

## H
- Hardy. (Anciennement deuxième gauche). Négociant en huile d'olive, il ouvre un restaurant rue de Richelieu pour démontrer l'excellence de ses produits. Il loue une chambre dans l'immeuble à Henri Fresnel, qui est son chef de cuisine (XLIX), avant que celui-ci ne se mette à son compte (LV).
- Hardy (Madame). (Anciennement deuxième gauche). Matrone au doux visage dont la lèvre supérieure s'orne d'une ombre de moustache. Speiss est follement amoureux d'elle, mais n'ose pas lui déclarer sa flamme (LXXXV).
- Hébert (Joseph). (Anciennement cinquième droite). Père de Paul. Inspecteur du matériel roulant aux Chemins de fer de l'État, il n'est presque jamais à Paris. Les Allemands le soupçonnent d'être l'auteur de l'attentat contre un des principaux responsables de l'Organisation Todt, mais n'arrivent pas à le retrouver, malgré les tortures infligées à son fils, qu'ils finissent par envoyer à Buchenwald (XLIII).
- Hébert (Paul), surnommé P.H. (Anciennement cinquième droite). Petit-fils d'un pharmacien, il lui subtilise des flacons d'élixir parégorique qu'il revend à de jeunes drogués (XLIII). Soupçonné d'être complice d'un attentat, il est déporté à Buchenwald. Libéré en 1945, soigné pendant près de sept ans dans un sanatorium des Grisons, il devient à son retour professeur de physique-chimie au collège Chaptal, où ses élèves le baptisent bien entendu pH. Il est amoureux de Laetitzia Grifalconi, et quand les médecins le font muter à Mazamet, il ne cesse de lui demander de le rejoindre. Elle finit par céder en laissant ses deux jumeaux à son mari. Bien plus tard, Paul Hébert est vu à l'entrée d'un supermarché à Bar-le-Duc, habillé en paysan normand, proposant des charcuteries régionales et du cidre bouché (XXVII). Quand il était petit, les Honoré allaient parfois le chercher à la sortie de l'école (LXXXIII).
- Hélène. Bonne de Bartlebooth. Smautf l'a fait embaucher quand Madame Adèle prit sa retraite. Elle a tout juste trente ans et s'occupe de tout, du linge, des repas, du ménage, aidée par Kléber pour les gros travaux (XXVI).
- Honoré (Corinne Marcion, dite Madame). (Anciennement huitième gauche). Robuste paysanne normande qui sait tout faire, elle entre à quinze ans dans une pension de famille comme fille de cuisine. Trente ans plus tard, elle rencontre Honoré à l'Exposition Universelle, et devient cuisinière chez les Danglars jusqu'en 1926. Après l'affaire Danglars, quand ils ont 70 ans, les Honoré obtiennent d'Émile Gratiolet le droit de conserver leur chambre, la n° 12, qui est maintenant celle de Hutting, aménagée dans la loggia de son grand atelier. Ils y vivent jusqu'à leur mort, en 1949, à l'âge de 93 ans. Honoré était le prénom de son mari, et tout le monde s'obstinait à l'appeler Madame Honoré, car presque personne ne connaissait ni son prénom ni son nom de famille, à part Madame Claveau et les Gratiolet (LXXXIII).
- Honoré (Honoré Marcion, dit). (Anciennement huitième gauche). Maître d'hôtel. Lyonnais au teint pâle, d'un flegme plus britannique que nature, il a été marionnettiste, assistant d'un fakir, garçon de café, joueur d'orgue de barbarie, avant de se placer comme domestique. Il est engagé par Monsieur Danglars père qui, lorsqu'il quitte Paris, en fait cadeau à son fils, en même temps que son appartement. Il rencontre sa femme, qui devient Madame Honoré, à l'Exposition Universelle. Après l'affaire Danglars, quand ils ont 70 ans, les Honoré obtiennent d'Émile Gratiolet le droit de conserver leur chambre, la n° 12, qui est maintenant celle de Hutting, aménagée dans la loggia de son grand atelier. Ils y vivent jusqu'à leur mort, en 1949, à l'âge de 93 ans (LXXXIII).
- Hourcade (Madame). (Anciennement cinquième gauche). Elle travaille dans une fabrique de cartonnages puis, après la guerre, dans une grande quincaillerie. Elle prend sa retraite et quitte l'immeuble pour s'installer dans une petite maison aux environs de Montargis. Mademoiselle Crespi lui envoie ses vœux tous les ans. En 1934, quelques mois avant son départ en voyage, Bartlebooth lui commande les cinq cents boites dans lesquelles Winckler devra mettre les puzzles au fur et à mesure de leur fabrication (XII).
- Hutting (Franz). (Septième et huitième gauche). Peintre franco-américain. À l’extrême gauche des deux derniers étages de l’immeuble, il a réuni huit chambres de bonne, un morceau de couloir et les faux greniers attenants pour en faire un immense atelier (XI). Madame Nochère refuse d’y monter le courrier (XLIX). Il fait poser longuement ses modèles dans une petite pièce aménagée dans la loggia (LIX). Sa chambre correspond plus ou moins à celle où vécurent jusqu’en 1949 les Honoré (LXXXIII). Après sa « période brouillard » et celle du mineral art, il décide de réaliser des portraits imaginaires : l’identité et les traits du commanditaire ne constituent que l’un des éléments du tableau. Il en prévoit 24, au rythme d’un par mois. Des traitements linguistiques et numériques à partir de l’identité et du prénom de l’acheteur déterminent le format du tableau, le nombre de personnages, les couleurs dominantes, le thème central, les détails secondaires, et le prix. Il en est au vingt et unième (LIX). Beyssandre n’apprécie que très médiocrement les œuvres de la « période brouillard » (LXXXVII). Pendant les années cinquante-cinq soixante, les célèbres « Mardis de Hutting » réunissent de nombreux artistes dans le but de confronter librement leurs créations jusqu’à ce que la mode des happenings leur fasse perdre de leur intérêt (XCVII). Hutting a deux domestiques, Joseph Nieto et Ethel Rogers, qu’il prête aux Altamont pour leur grande réception annuelle (IX). Il les invite dans son château de Dordogne et dans son mas de Gattières (XLIX). Herman Fugger est également un de ses amis (LXXI).

## J
- Jérôme (Adrien). (Anciennement sixième droite, puis septième). Professeur d'histoire. En 1924, il vient s'installer dans l'appartement qu'occupera plus tard Gaspard Winckler. Il fréquente les bars anglais et se frotte volontiers au Tout-Paris (XLVI). Le 14 juillet 1925, il est bloqué dans l'ascenseur avec Flora Champigny, Raymond Albin et Serge Valène. Pour passer le temps, ils échangent des recettes de cuisine, domaine dans lequel il se révèle imbattable. Puis, tous les autres s'étant endormis, il se met à chanter, et ses vociférations joyeuses font sortir de leur lit les habitants des quatrième et cinquième étages (XXXVIII). Il enseigne au Lycée Pasteur à Neuilly, et prépare une thèse sur La Route des épices. Reçu avec les félicitations, il est nommé attaché culturel à Lahore (XLVI). Au moment du Front populaire, son nom apparaît plusieurs fois au bas de manifestes émanant du Comité de Vigilance des Intellectuels antifascistes. Il quitte Lahore et revient rue Simon-Crubellier en 1958 ou 1959, méconnaissable, élimé, éliminé, laminé. Il ne demande pas à réoccuper son ancien logement, mais simplement une chambre de bonne. Il n'est plus professeur ni attaché culturel, et travaille à la bibliothèque de l'Institut d'histoire religieuse, où il met en fiches le clergé espagnol et rédige 7462 biographies. Ayant essuyé le refus de 46 éditeurs pour son Dictionnaire de l'Église espagnole au XVIe siècle, il brûle son manuscrit dans la cour de la Sorbonne. Un des éditeurs qu'il avait contactés pour son livre lui propose de traduire des livres anglo-saxons pour enfants. Il vivote ainsi jusqu'à sa mort. Il ne dit jamais à personne ce qui lui était arrivé (XLVI).

## K
- Kléber. Chauffeur de Bartlebooth. Il est engagé en 1955 lorsque Bartlebooth et Smautf reviennent de leur tour du monde.Comme il n'a maintenant plus guère l'occasion de se servir de la voiture, il aide Hélène pour les gros travaux (XXVI). Il récupère à l'aéroport les aquarelles de Bartlebooth devenues blanches et le film attestant de leur destruction (LXXXVII). Un jour, il a conduit toute la nuit Véra de Beaumont jusqu'à Chaumont-Porcien pour récupérer ses deux petits-enfants dont les parents venaient d'être assassinés (VI).

## L
- Lafuente (Madame). Femme de ménage de Madame de Beaumont depuis plus de vingt ans. Elle tente sans succès d'empêcher Anne Breidel de faire entre les repas d'innombrables incursions dans le réfrigérateur et le garde-manger (XL). Elle interdit l'entrée de l'appartement au petit-fils de l'accordeur de piano depuis qu'il a renversé une jardinière de dieffenbachia (LXXVIII).
- Lambert (Véronique-Élizabeth de Beaumont). Nom sous lequel Élizabeth de Beaumont se fait engager chez les Ericsson comme fille au pair, en charge de leur fils Erik, qu'elle laisse se noyer (XXXI).
- Léonard. Sommelier de Bartlebooth (XXVI).
- Lopez (Aurelio). (Anciennement premier gauche). Guide philippin, il aide Blunt Stanley à déserter de l'armée américaine, puis le fait chanter et le séquestre. Blunt Stanley l'assassine en 1954 à l'aide d'une paire de bretelles (LXV).
- Louis. Homme de peine chez Bartlebooth (XXVI).
- Louvet. (Premier droite). Les Louvet voyagent beaucoup, pour leurs affaires comme pour leur plaisir (XXXVII). Il travaille dans une affaire de bauxite (XCII), elle est très chic et frise la quarantaine (XXXVII). Madame Orlowska fait parfois le ménage chez eux. Ils supportent difficilement le bruit que fait Léon Marcia pendant ses insomnies (XLIX). Il y a quelques années ils donnèrent chez eux une grande fête, il fallut téléphoner à la police (XCII).

## M
- Marcia (Clara, née Lichtenfeld)[5]. (Rez-de-chaussée). Antiquaire. Fille de juifs polonais, elle rencontre son mari, de quinze ans plus âgé qu'elle, lors d'un stage dans un musée. Après leur mariage, ils décident de venir vivre en France où elle monte un petit commerce d'antiquités (XXXIX). Son magasin et son appartement sont au rez-de-chaussée, et elle n'a jamais établi de distinction réelle entre les meubles qu'elle vend et ceux dans lesquels elle vit. Ce qui fait qu'une part importante de ses activités consiste à les transporter entre son appartement, son magasin, son arrière-boutique et sa cave, mais selon un ordre strictement établi (XXIV). Coriace en affaires, elle considère cependant ses clients comme des amis. Elle est spécialiste des montres animées, et en possède huit (LXVI).
- Marcia (David), fils de Léon et Clara. (Rez-de-chaussée). Il est né en 1946, peu après l'arrivée de ses parents à Paris (XXXIX). À une réunion de copropriétaires est soulevée la question de savoir s'il a ou non le droit de ranger sa motocyclette dans l'appentis jouxtant la courette aux poubelles (XLIX). Il a la charge d'une partie du magasin de sa mère depuis qu'un accident dans le 35e Bol d'Or l'a définitivement écarté de la compétition motocycliste (LXVI), même s'il ne s'était cassé que la clavicule et le poignet droit. Ami d'enfance de Caroline Échard, que sa mère traitait de petite dinde, il se voit préférer Philippe Marquiseaux (LXVI). Après son accident, il tente de se reconvertir dans la compétition automobile, mais son permis de conduire lui est retiré après qu'il a écrasé deux enfants qui sortaient en courant d'une maisonnette de garde-barrière. Il devient ensuite sans succès producteur de disques, créateur d'un festival de théâtre aux Îles Kerkenna, avant de revenir vivre dans l'immeuble de ses parents. Il perd chaque soir entre trois cent cinquante et mille francs à la roulette (LXXV).
- Marcia (Léon). (Rez-de-chaussée). Aujourd'hui un vieillard éteint, il est toujours considéré par la plupart des commissaires-priseurs comme un des plus grands experts mondiaux dans le domaine de l'art. Atteint de tuberculose quand il travaillait chez un garagiste, il se fait engager comme garçon d'étage dans un sanatorium luxueux. C'est là qu'en quatre ans il lit un bon millier de livres et apprend six langues. En 1927, des pensionnaires lui constituent une rente de dix ans pour qu'il puisse se consacrer à ses études d'histoire de l'art. De santé toujours chancelante, c'est à New-York qu'il rencontre sa femme, stagiaire dans un musée (XXXIX). Souffrant d'insomnie, il fait les cent pas dans sa chambre, écoute la radio, ce qui dérange les Louvet (XLIX).
- Marquiseaux (Caroline), né Échard (XXX). (Quatrième droite). À 20 ans, elle épouse Philippe Marquiseaux qu'elle a rencontré pendant ses études d'histoire à la Sorbonne. Ils s'installent dans la chambre de jeune fille de Caroline, mais la cohabitation est conflictuelle jusqu'à la mort de l'acariâtre Madame Échard, étouffée avec une arête (XXX). Pour son mariage, Madame Marcia lui a fait cadeau d'une reproduction du tableau de Forbes, Un rat derrière la tenture (LXVI).
- Marquiseaux (Philippe). (Rez-de-chaussée). Étudiant en Sorbonne, il fait des études d'histoire quand il rencontre Caroline Échard. Après leur mariage, ils s'installent dans la chambre de jeune fille de Caroline, mais la cohabitation est conflictuelle jusqu'à la mort de l'acariâtre Madame Échard, étouffée avec une arête. Un mois plus tard, son père se tue en voiture, lui laissant un héritage confortable. Il abandonne alors ses études et fonde une agence de publicité spécialisée dans les vedettes de music-hall (XXX). C'est dans leur appartement qu'il définit avec Caroline les grands axes de leurs campagnes. Les détails sont ensuite réglés dans leurs bureaux au dix-septième étage d'une tour à La Défense (XLI).
- Massy (Albert). (Anciennement rez-de-chaussée). Fils d'un pisciculteur de Saint-Quentin, cycliste exceptionnel, il passe professionnel à vingt ans, mais une chute au moment de prendre la tête du classement général du Tour de France provoque chez lui une véritable phobie des courses sur route. Il se lance alors dans le demi-fond sur piste, mais pour des raisons bureaucratiques ne peut faire homologuer son record du monde. Devenu entraineur, il pousse si loin son élève Margay que celui-ci a un accident dont il sort défiguré. Il abandonne alors définitivement le cyclisme et ouvre vers la fin des années trente un magasin de bourrellerie là où se trouve à présent le magasin de Madame Marcia. Rongé par la culpabilité, il recueille Margay à sa sortie de l'hôpital, et persuade sa sœur Josette de l'épouser malgré son infirmité. Réquisitionné par le STO, il rentre à Paris fin 1944, puis prend sa retraite à Saint-Quentin (LXXIII).
- Massy (Josette). (Anciennement rez-de-chaussée). Sœur d'Albert. Il la persuade d'épouser son ancien élève Margay, qu'un accident causé par sa faute a défiguré. Mais au bout de dix-huit mois, elle le supplie de l'en libérer. Pendant la guerre, elle installe dans leur appartement un atelier de couture pour période de pénurie et se rend compte qu'elle n'a jamais cessé de l'aimer. Un jour Margay revient d'Amérique du Sud où il était devenu l'impresario des truands locaux. Il s'est fait opérer et a retrouvé un visage normal. Ils s'installent au bord du lac de Genève (LXXIII).
- Moreau (Marie-Thérèse). (Premier gauche). À 83 ans, c'est la doyenne de l'immeuble. Elle est venue y vivre vers 1960, le développement de ses affaires l'ayant obligé à quitter son village de Saint-Mouezy-sur-Eon, dans l'Indre. Héritière d'une fabrique de bois, elle s'est reconvertie avec grand succès dans la vente d'outillage individuel. Impotente, veuve depuis 1940, elle dirige d'une main de fer depuis son lit une société florissante, aidée de Madame Trévins, son amie d'enfance, qu'elle a fait venir pour la seconder (XX), et avec laquelle, dès qu'elle a un moment de détente, elle évoque inlassablement ses souvenirs (LXXI). Elle déteste Paris, et déteste aussi son rôle de femme d'affaires qui se lève à cinq heures du matin et se couche à onze, devant être tenace et dure, autoritaire et déterminée. Chaque fois qu'elle le peut, elle retourne à la ferme de ses parents, pour aérer et faire le minimum d'entretien. Jusqu'à ce que l'âge et la maladie la clouent au lit, elle donne à ses clients étrangers des dîners somptueux dans l'appartement qu'elle a fait complètement rénover par un décorateur renommé (XXIII). C'étaient des dîners organisés autour d'une couleur. Mais elle-même ne touchait presque jamais aux plats qu'elle faisait servir à ses invités. Elle préférait dîner avant en compagnie de Madame Trévins, ce qui ne l'empêchait pas d'animer ses soirées avec la même énergie que ses affaires (LXXI). Son ancienne cuisinière, Gertrude, passée au service d'un Lord anglais, lui rend visite régulièrement (XC).
- Morellet (Benjamin). (Anciennement huitième étage) Après avoir exercé divers métiers, il devient à 29 ans préparateur de chimie. Il trouve pour Bartlebooth un procédé permettant, après la reconstitution d'un puzzle, de faire disparaître les coups de scie et de redonner au papier sa texture première. Comme il ne doit le faire qu'une fois tous les quinze jours, il emploie son temps libre à des recherches sur les shampooings super-actifs, les détachants ou les tisanes antitussives (VII), qu'il charge Grégoire Simpson de placer dans le quartier (LII). En 1960, la cocotte-minute dans laquelle il préparait un savon dentifrice à goût de citron explose, lui déchiquetant la main gauche et lui arrachant trois doigts. Cela ne l'empêche pas de poursuivre ses expériences mais, après deux ou trois autres explosions, les Plassaert, qui avaient des vues sur sa chambre pour agrandir leur appartement, réussissent à le faire interner (VII). Le soir, il joue au jacquet avec Winckler, et il est le seul à lui faire perdre son calme, quand il a un bon jeu (VIII).

## N
- Nieto (Joseph). (Septième étage). Paraguayen d'une quarantaine d'années, chauffeur de Hutting, il vit avec Ethel Rogers dans une des chambres de bonne (IX).
- Nochère (Émilie). (Loge du rez-de-chaussée). Elle remplace Madame Claveau comme concierge de l'immeuble en 1956. Elle avait vingt-cinq ans et venait de perdre son mari, un sergent-chef de carrière. Elle a aujourd'hui quarante-quatre ans, tout le monde apprécie sa gentillesse, la seule chose qu'on pourrait lui reprocher est d'être trop bavarde. Seule Madame Altamont la déteste (XXXV). Le docteur Dinteville lui redescend les revues médicales qu'il reçoit sans même les ouvrir. Elle en détache les buvards publicitaires qu'elle donne aux enfants Gratiolet et Plassaert (XLV). Elle refuse de monter le courrier aux étages des chambres de bonne et le docteur Dinteville lui a fait un certificat médical attestant que l'état de ses jambes ne lui permet pas de monter les escaliers (XLIIX). Elle implore Winckler de fabriquer des petits jouets pour ses innombrables petits-neveux et, vers la fin de sa vie, lui fait les petites courses dont il a besoin (VIII). Elle fait une quête dans l'immeuble pour offrir un cadeau de mariage aux Réol, mais ne récolte que 41 francs (XII).
- Norvell (Olivia). Nom de jeune fille d'Olivia Rorschash.

## O
- Orlova (Véra). Nom de jeune fille puis nom de scène de Véra de Beaumont.
- Orlowska (Elzbieta).(Huitième gauche). Fille du concierge de l'ambassade de France à Varsovie, elle est venue pour la première fois en France à l'âge de onze ans dans une colonie de vacances du ministère des Affaires Étrangères. Elle y rencontre un petit Tunisien prénommé Boubaker, neveu d'un archiviste au Quai d'Orsay. Ils s'écrivent deux fois par semaine pendant plus de dix ans et, après dix-huit mois de tracasseries administratives, elle arrive en Tunisie pour l'épouser. Ils passent leur première année de mariage dans la maison du père de Boubaker, lui mangeant avec les hommes, elle devant les servir en silence. La deuxième année, ils s'installent seuls dans un appartement mais, d'une jalousie maladive, Boubaker la cloître dans la maison. Elle s'enfuit à Paris avec son fils Mahmoud, et trouve une place dans une société d'import-export, qui fait bientôt faillite (LVII). Elle fait maintenant des vacations de polonais et d'arabe au Bulletin signalétique du CNRS, ainsi que des ménages, le plus souvent en dehors de l'immeuble, parfois chez les Louvet ou les Marquiseaux (XLIX). Elle est la seule à qui Bartlebooth montre un jour le puzzle qu'il était en train de reconstituer (LVII). Son seul ami est un vieux clown polonais qu'elle a rencontré un jour au square avec son fils (LVII). Elle prête des romans policiers à Smautf qui a maintenant près de quatre-vingts ans (XV). Madame Albin lui a montré, parce qu'elle avait comme elle, « vécu en Islam », ce qu'elle avait de plus précieux : une lampe provenant de la mosquée des Umayyades (XLVIII). Elle a recueilli le chat vairon et sourd qui s'est un jour installé dans l'immeuble (XV).
- Orlowski (Mahmoud). (Huitième gauche). Fils d'Elzbieta Orlowska. Il a neuf ans, et vient de partir en vacances à Nivillers, dans l'Oise, dans la maison du vieux clown ami de sa mère (LVII).

## P
- Plassaert (Les), Adèle et Jean. (Huitième droite). Ils sont marchands d'indienneries et autres fournitures exotiques (LIV). Stagiaires dans une banque, ils se rencontrent lors d'un voyage à Oulan-Bator organisé par le comité d'entreprise. Leur sens aigu de la bohème débrouillarde les fait se mettre chineurs. Au début des années soixante, peu de temps avant qu'ils emménagent rue Simon-Crubellier, ils rencontrent un avocat propriétaire d'une société d'import-export en Indonésie, qui devient leur commanditaire. Après avoir commencé dans une toute petite échoppe, ils possèdent maintenant trois magasins à Paris, deux autres à Lille et à Cannes, et projettent d'en ouvrir une dizaine d'autres. Leur trait marqué est l'avarice, une avarice méthodique et organisée (LIV). Ils ont aménagé trois anciennes chambres de bonne et convoitent celle de Morellet. ils portent plainte à chaque explosion due à ses essais chimiques, et finissent par avoir gain de cause (VII). Ils réclament aussi avec virulence que Madame Nochère monte le courrier jusqu'à l'étage des chambres de bonne (XLIX).
- Plassaert (Rémi). (Huitième droite). Il a douze ans et collectionne les buvards publicitaires qui proviennent des revues médicales que le docteur Dinteville donne à Madame Nochère sans les ouvrir (XLV).
- Polonius[6]. (Quatrième et cinquième gauche). Quarante-troisième descendant d'un couple de hamsters apprivoisés que Rémi Rorschach offre à Olivia peu après avoir fait sa connaissance. Ils avaient appris à jouer aux dominos et chaque génération l'enseigne à ses rejetons. Une épidémie ayant décimé toute la petite colonie, Polonius ne peut jouer seul et se trouve condamné à dépérir s'il ne peut se livrer à son passe-temps favori. Avant son départ pour son tour du monde, Olivia Rorschash donne pour instruction à Jane Sutton de l'emmener une fois par semaine chez Monsieur Lefèvre, le dresseur[7] (LXXXI).

## R
- Réol (Louise). (Cinquième gauche). Les Réol succédent à Madame Hourcade, c'est alors un jeune couple avec un enfant de trois ans (XII). Elle est facturière dans un grand magasin (XCVIII). Le moulin à café des Berger la réveille (XLIX), même si les deux couples s'entendent bien (LXXXV). La question de ses pots de fleurs secoue les réunions de copropriétaires (XLIX). Pour acheter une chambre à coucher elle emprunte de l'argent à ses parents (XCVIII).
- Réol (Maurice). (Cinquième gauche). Il est rédacteur dans une société d'assurances de transports maritimes. Après avoir acheté une magnifique chambre à coucher, dont les remboursements se montent au tiers de leur revenu, il poursuit en vain son chef pendant des mois pour obtenir une augmentation[8]. Pendant ce temps, il ne peut plus payer son loyer et le gérant menace de l'expulser. Il emprunte d'abord à ses beaux-parents, puis a recours au Mont-de-piété, et enfin à Mademoiselle Crespi, qui prête l'argent qu'elle avait mis de côté pour payer ses frais d'enterrement. Finalement, il est promu par surprise et peut rembourser tout le monde (XCVIII).
- Réol (Octave).(Cinquième gauche). Fils de Louise et Maurice. Il est trop petit pour s'intéresser aux buvards publicitaires comme Rémi Plassaert (XLV). Valène imagine qu'un jour il s'enfuira avec la petite Marquiseaux (XXVIII).
- Rogers (Ethel). (Septième étage). Domestique de Hutting. Hollandaise de vingt-six ans, elle fait office de cuisinière et de lingère et loge dans une chambre de bonne avec Joseph Nieto (IX).
- Rorschash (Olivia, née Norvell). (Quatrième et cinquième gauche). Née en 1930 à Sydney, elle devient à huit ans un mannequin dont la carrière est gérée par sa mère, et la plus adulée des enfants d'Australie. À 16 ans, elle épouse Jeremy Bishop, un soldat dont elle a été la marraine de guerre. Le mariage dure douze jours. Ses maris suivants sont un jeune premier qui la quitte quatre mois plus tard pour un jeune italien ; un lord anglais qui ne se sépare jamais de son chien, et un industriel paralytique de Racine qui dirige ses fonderies depuis la terrasse de sa villa. En 1958 elle rencontre Rémi Rorschash dans une librairie de Davos (LXXIX). Elle part pour son 56e tour du monde, et laisse des instructions précises à Jane Sutton (LXXXI). Elle a loué l'appartement à un fonctionnaire international pendant son absence (LXXXVI).
- Rorschash (Rémi), producteur de télévision.  (Quatrième et cinquième gauche). Il commence sa carrière à la fin de la guerre de Quatorze en faisant des imitations de Max Linder sous le nom de « Harry Cover ». Il fonde ensuite différents orchestres (« Albert Préfleury et ses joyeux pioupious », « Alberto Sforzi et ses Gondoliers »), mais tous se soldent par un échec. Il devient l'imprésario d'un acrobate qui refuse un jour de descendre de son trapèze. Il part ensuite à Aden troquer un lot de machines à coudre contre des cauris, utilisés comme monnaie dans certains pays d'Afrique, afin de spéculer sur leurs différences de valeur. Mais les autorités de l'A.O.F., craignant une catastrophe économique, le remettent fermement dans un bateau pour l'Europe. Au début des années trente, il écrit un roman L'Or africain, qui lui permet de s'introduire dans les milieux littéraires, et fonde une petite revue. On ne sait s'il fut résistant ou collaborateur, mais il revient en France riche et prospère et commence à travailler à la télévision (XIII). Au début des années soixante-dix, le projet de Bartlebooth lui vient aux oreilles et lui donne l'idée d'une émission gigantesque dans laquelle on reconstituerait toute l'affaire. Sa brutale maladie empêcha toute réalisation, mais c'est ainsi que Beyssandre fut lui aussi informé de l'affaire (XVIII) et c'est à Rorschash que Bartlebooth fait appel pour contrer Beyssandre (LXXXVII). Un écrivain a complaisamment rédigé son volume de souvenirs (XIII). Il a racheté les deux derniers appartements que possédait Olivier Gratiolet dans l'immeuble et les a fait réunir en un prestigieux duplex (XIII). Il assista au tournage d'un film dans la propriété de Monsieur Foureau, mais ne le rencontra pas (III).

## S
- Simon (Samuel). Marchand de bois, il est propriétaire de la moitié des terrains qui sont lotis en 1875 et où est construit l'immeuble (XCV).
- Simone. Fille de cuisine chez Bartlebooth (XXVI).
- Simpson (Grégoire). (Anciennement huitième droite). Il est originaire de Thonon-les-Bains. Étudiant en histoire, il travaille quelque temps comme sous-bibliothécaire adjoint à la Bibliothèque de l'Opéra, poste à temps partiel qui n'est pas renouvelé. Il trouve alors quelques travaux temporaires pour finir l'année scolaire, puis tombe dans une sorte de neurasthénie, une léthargie singulière dont rien ne parvient à le réveiller. Il peut passer une semaine entière sans quitter sa chambre et les six derniers mois il n'en sort pratiquement plus. Il refuse un jour l'aide de Troyan qui l'avait trouvé prostré. Quelques jours plus tard, il disparaît. Sa chambre est récupérée par les Plassaert (LII).
- Smautf (Mortimer)[9]. (Huitième gauche). Depuis plus de cinquante ans, il est le maître d'hôtel de Bartlebooth, ou plutôt compagnon de voyage, factotum, porteur, brosseur, barbier, chauffeur, guide, trésorier, agent de voyages et teneur de parapluie. Dès 1930, cinq ans avant leur départ, il commence à préparer leur voyage de vingt ans. Il n'en rapporte que trois objets : un coffre de bateau, une petite sculpture en basalte et une sorte d'image d'Épinal. Pendant le voyage, il s'adonne au calcul mental, par exemple l'extraction de racines carrées ou cubiques ; Il est à présent saisi de la frénésie des factorielles. Il a maintenant 80 ans et refuse de prendre sa retraite (XV). Il s'identifie assez souvent à Bartlebooth quand il indique à Valène, à la première personne du pluriel, quel puzzle est en train d'être reconstitué (XXVIII). Pendant le voyage, il avait tenu une sorte de carnet où il notait l'emploi de ses journées, mais il ne comprend plus ce dont il avait voulu alors se souvenir (LXXII). Il envoyait une carte postale à Valène chaque fois qu'il faisait escale (IV) et ajoutait des étiquettes d'hôtel aux aquarelles qu'il expédiait à Winckler (VIII). C'est lui qui présente Morellet à Bartlebooth (VII), et c'est lui que Beyssandre charge de prévenir Bartlebooth qu'il lui déclare la guerre, ce qui l'oblige à faire filmer la destruction de ses aquarelles, et à envoyer Smautf et Kléber récupérer à l'aéroport les films en attestant (LXXXVII).
- Speiss (Abel). (Anciennement quatrième gauche). Alsacien sentimental, ancien vétérinaire aux armées, il occupe ses loisirs en répondant à tous les concours publiés dans les journaux. Tout le monde l'appelle le Russe, à cause de la toque de fourrure qu'il porte à longueur d'années. Il est amoureux fou de Madame Hardy, mais n'ose pas lui déclarer sa flamme (LXXXV).
- Stanley (Blunt et Ingeborg)[10]. (Anciennement premier gauche). Ils se rencontrent en 1948 dans un music-hall du Missouri. C'est le coup de foudre. Appelé en Corée deux ans plus tard, Blunt ne tarde pas à déserter pour la rejoindre, aidé par le guide philippin Aurelio Lopez. Après avoir acheté son silence, ils se font magiciens de fêtes foraines. Leur numéro tourne de Ceylan à Bombay, d'Irak en Turquie. Ils se prétendent ensuite capables de faire apparaître le Diable, et trouvent en deux ans 82 clients. Mais ils voient réapparaître Aurelio Lopez, qui les fait chanter et les séquestre. Un soir de 1954, Blunt parvient à étrangler Lopez avec une paire de bretelles, et tue Ingeborg, par accident dira-t-il. Jugé en France, Blunt est ensuite extradé aux États-Unis. Condamné à mort, sa peine est commuée en prison à vie par grâce présidentielle. Certains dans l'immeuble avaient soupçonné l'existence de Blunt, qui vivait caché pour échapper aux recherches de l'armée américaine, mais personne ne l'avait jamais vu (LXV).
- Sutton (Jane). (Huitième gauche). Seize ans, fille au pair chez les Rorschash (X). Elle reçoit des instructions détaillées avant que Madame Rorschash ne parte pour son 56e tour du monde (LXXXI), pendant lequel elle a loué son appartement, location incluant son service quotidien (LXXXVI). Madame Albin ne l'aime pas parce qu'elle est Anglaise (XLVIII). Un jeune homme qui habitait autrefois cette chambre avait été renvoyé du restaurant végétarien où il travaillait après avoir été surpris vidant une grande bouteille de viandox dans le potage aux légumes (XVII).

## T
- Thomas. Valet de pied chez Bartlebooth (XXVI).
- Trévins (Madame). (Premier gauche). Amie d'enfance de Madame Moreau qui l'a fait venir après la mort de son mari pour la seconder (XX). Elles retournent ensemble à Saint-Mouezy, leur village natal, quand il faut aérer la ferme des parents Moreau (XXIII), et prennent leur repas ensemble avant l'arrivée des invités aux dîners d'affaires de Madame Moreau (LXXI). Sous le pseudonyme de Célestine Durand-Taillefer, elle a écrit une Vie des Sœurs Trévins, biographie imaginaire des cinq nièces qu'elle n'a pas. Les éditeurs ayant refusé ce premier roman d'une vieille fille de 82 ans, elle s'en fait imprimer un exemplaire unique qu'elle se dédie (LXXXIX).
- Troquet. (Anciennement huitième droite). Il vivotait dans une chambre de bonne en récupérant des bouteilles dans lesquelles il faisait entrer des figurines en liège découpé qu'il allait vendre le dimanche aux Champs-Élysées (XVII). Les Plassaert achetèrent sa chambre aux Marquiseaux, et le firent expulser parce qu'il ne payait pas régulièrement son loyer (LII). Dans la chambre de Troyan, il avait mis la main sur une gravure représentant un prince en armure monté sur un cheval ailé, pourchassant un monstre avec une tête et une crinière de lion, un corps de chèvre et une queue de serpent (XLV).
- Troyan. (Anciennement huitième droite). Ancien combattant des Brigades Internationales, il est emprisonné pendant presque toute la guerre au camp de Gurs, dont il s'évade en 1943 pour entrer dans le maquis (XLV). Rentré à Paris, il devient libraire d'occasion rue Lepic, et trouve un jour dans un lot de romans policiers trois lettres de Victor Hugo à son éditeur belge (XVII). Une nuit, vers deux heures du matin, il découvre Grégoire Simpson prostré dans sa chambre, mais celui-ci refuse son aide (LII). Quand les Plassaert prennent possession de sa chambre qu'ils avaient rachetée au gérant (LII), ils découvrent un amoncellement de livres et de choses diverses, montant jusqu'au plafond (XLV).

## V
- Valène (Serge)[11]. (Septième droite). Originaire d'Étampes, il s'inscrit aux Beaux-Arts en 1919, et loue une chambre dans l'immeuble en espérant une future célébrité qui ne vient pas, simplement une discrète notoriété (XVII). En 1925, Bartlebooth lui demande de lui donner une leçon quotidienne d'aquarelle pendant dix ans, mais il met des années à comprendre ce qu'il cherche exactement, d'autant plus qu'à part ce qui concerne la technique, ils ne se parlent presque pas (XXVI). Le 14 juillet 1925, il reste bloqué dans l'ascenseur avec Flora et Raymond Albin, et Monsieur Jérôme (XXXVIII). Sa chambre est au-dessus de l'atelier de Winckler et pendant presque quarante ans, il entend les bruits imperceptibles de ses outils (VIII). Il est attiré par Marguerite Winckler, lui avoue son amour, n'obtenant en réponse qu'un sourire. Ils restent proches et lointains, dans la tendresse et le désespoir d'une amitié infranchissable (LIII). Il a longtemps conservé les cartes postales que Smautf lui envoyait à chaque fois qu'il faisait escale (IV). Il avait fortement déconseillé à Morellet de poursuivre ses expériences de chimie dans sa chambre (VII). Au début des années soixante, quand Winckler se met à fabriquer des bagues, il lui présente la petite parfumeuse de la rue Logelbach qui voulait ouvrir un rayon de bimbeloterie (VIII). En 1959, avant de repartir en Italie, Grifalconi lui commande un tableau le représentant avec ses jumeaux et la femme qui l'avait quitté. Il est si content du résultat qu'il lui fait deux splendides cadeaux (XXVII). Un jour, Winckler lui parle de celui qui lui a appris à travailler mais refuse de lui dire comment il avait rencontré Bartlebooth. Deux ans avant sa mort, il lui demande de l'accompagner à la Cinémathèque (VIII). Après la mort de Winckler, il est hanté par l'idée d'un tableau représentant l'immeuble, éventré montrant à nu les fissures de son passé, l'écroulement de son présent, cet entassement sans suite d'histoires grandioses ou dérisoires, frivoles ou pitoyables (XXVIII). Il y serait lui-même, comme les peintres de la Renaissance se réservaient toujours une place minuscule ; il y serait en haut à droite, comme sa chambre, debout en train de se peindre (LI). Il rêve parfois de cataclysmes et de tempêtes qui emportent la maison tout entière comme un fétu de paille, ou d'une fissure qui l'engloutit dans une béance innommable (XLIX). Il meurt quelques semaines après Bartlebooth. Dans sa chambre, il y a une grande toile carrée qui ne comporte que quelques traits : l'esquisse du plan en coupe de l'immeuble (Épilogue).

## W
- Winckler (Gaspard)[12].(Sixième droite). Né à La Ferté-Milon, il entre en apprentissage chez un fabricant d’articles de piété qui lui apprend à travailler (VIII). À sa mort, il n’a aucune expérience professionnelle, ni logement, ni ami, ni famille. Il arrive à Paris en mars 1929, recherche en vain un hypothétique beau-frère et s’engage dans l’armée. Il passe dix-huit mois dans un fortin près du Maroc espagnol à sculpter des quilles, et débarque à Marseille sans le sou, ayant tout perdu au jeu. C’est là qu’il rencontre Marguerite, qu’il épouse et avec qui il monte à Paris. Il trouve du travail chez un marchand de jouets. (LIII). C’est à la suite d’une annonce parue dans Le Jouet français et après avoir soumis un essai qu’il est retenu par Bartlebooth pour réaliser ses puzzles (XLIV). Le premier jour de la réalisation d’un puzzle, il pose l’aquarelle sur un chevalet et la regarde sans la toucher. Le deuxième jour il la colle sur un support avec une colle qu’il prépare lui-même et enduit la surface d’un vernis protecteur. Puis il l’étudie pendant trois ou quatre jours. Ensuite tout va très vite : il pose sur l’aquarelle un calque extrêmement fin et pratiquement sans lever la main, dessine les découpures du puzzle, qui lui permettent de guider sa scie sauteuse. Le polissage de chaque pièce occupe les derniers jours de la quinzaine. Il n’aime pas qu’on le regarde travailler et s’enferme parfois pendant des jours dans son atelier (XLIII). Tous les puzzles qu’il fabrique sont pleins de ruses et de pièges que Bartlebooth a de plus en plus de mal à éviter. Il considère la fabrication des cinq cent puzzles comme un tout, un gigantesque puzzle de cinq cents pièces dont chaque pièce aurait été un puzzle de sept cent cinquante pièces, chacun devant exiger une attaque, un esprit, une méthode, un système différents (LXX). Quand sa femme meurt en 1943 en mettant au monde un enfant mort-né, il reste d’abord tout l’hiver à contempler ses outils de miniaturiste, puis un jour les jette, en même temps que tout ce qui portait sa marque, et retourne dans son atelier où onze aquarelles s’étaient accumulées (LIII). En 1955, il achève le dernier des puzzles que Bartlebooth lui avait commandés. Il se met à faire d’abord des jouets en bois puis, au début des années soixante, commence à sculpter des bagues, faites de cercles d’or ou d’argent enchaînés les uns aux autres, et dont l’imbrication aboutit à une torsade fermée, d’une régularité parfaite. En dix ans, il en fabrique une centaine, chacune d’elles demandant plusieurs semaines de travail. Puis il se met à fabriquer des miroirs de sorcières qu’il insère dans des moulures de bois inlassablement travaillées. Deux ans avant sa mort, il range soigneusement ses outils et démonte son établi. Il sort d’abord un peu, joue au jacquet avec Morellet, qu’il accuse souvent de tricher. La dernière année de sa vie il reste dans sa chambre, regardant dans la rue ou dans le vide (VIII). Il meurt le 29 octobre 1973, dans sa 63e année (XXVI). Le 23 juin 1975, Bartlebooth meurt à son tour devant le quatre cent trente-neuvième puzzle victime de l’ultime piège de Winckler (XCIX).
- Winckler (Marguerite). (Sixième droite). Femme de Gaspard, miniaturiste.  Elle le rencontre en 1931 à Marseille. Il vient de quitter l'armée sans un sou, elle est sans travail. Quand ils montent à Paris, elle trouve une place chez un marchand de musique qui veut faire décorer une épinette ancienne. (LIII). Elle a peint la gouache dont son mari s'est servi pour le puzzle d'essai qui l'a fait engager par Bartlebooth. Elle n'entre jamais dans son atelier, même quand il s'y enferme des journées entières (XLIV). Elle sait copier de toutes petites scènes à l'intérieur de montres de gousset ou de pendentifs avec une minutie et une habileté extraordinaires. Mais paradoxalement, sa table de travail est un éternel capharnaüm. Elle a offert à son mari une photographie retouchée qu'il aimait beaucoup, représentant trois hommes vêtus de noir dans une antichambre. Elle l'avait trouvée dans une caisse de livres d'occasion près du Théâtre de l'Odéon. Quand Valène lui avoue son amour, il n'obtient en réponse qu'un sourire. ils restèrent proches et lointains, dans la tendresse et le désespoir d'une amitié infranchissable. Elle meurt en 1943, en mettant au monde un enfant mort-né (LIII).